# Ur-Nungal
Ur-Nungal de Uruk fue el sexto gobernante de Sumeria en la Primera Dinastía de Uruk (ca. siglo XXVI a. C.). Fue hijo de Gilgamesh, según la Lista Real Sumeria, y padre de Udul-Kalama.
La inscrupción de Tummal es un relato, en donde se narra los diferentes reyes, que fundaron templos en la ciudad de Nippur. En aquel texto se dice que: "Gilgamesh construyó el Numunbura en el santuario de Enlil. Ur-Nungal, hijo de Gilgamesh, Hizo florecer el Tummal y trajo a Ninllil al Tummal. Entonces el Tummal cayó en ruinas por tercera vez."

## Enlace Externo
-https://en.wikipedia.org/wiki/Tummal_Inscription
| Predecesor: Gilgamesh | Rey de Uruk I siglo XXVI a. C. | Sucesor: Udul-Kalama |

- Datos: Q2482448